# Любцы (озеро)
Любцы — озеро в Пеновском муниципальном округе Тверской области России.
Высота над уровнем моря — 239,9 м.
Расположено на северо-западе Пеновского муниципального округа. В озеро впадает река Колша, вытекает река Любчинка.

## Данные водного реестра
По данным государственного водного реестра России относится к Верхневолжскому бассейновому округу, водохозяйственный участок реки — Волга от истока до Верхневолжского бейшлота. Речной бассейн реки — (Верхняя) Волга до Куйбышевского водохранилища (без бассейна Оки).
Код объекта в государственном водном реестре — 08010100111110000000155.